# Eesti meistrid 1932
Sei squadre (quattro da Tallinn e due da Narva) parteciparono al torneo. Ogni squadra incontrò le altre due volte per un totale di dieci partite. VS Sport Tallinn vinse il titolo per l'ottava volta nella sua storia.

## Classifica finale
| Pos | Club                     | G  | V | N | P | GF | GS | DR  | Punti |
| --- | ------------------------ | -- | - | - | - | -- | -- | --- | ----- |
| 1   | VS Sport Tallinn         | 10 | 9 | 0 | 1 | 42 | 9  | +33 | 18    |
| 2   | Puhkekodu Tallinn        | 10 | 6 | 1 | 3 | 18 | 17 | +1  | 13    |
| 3   | ESS Kalev Tallinn        | 10 | 5 | 1 | 4 | 16 | 15 | +1  | 11    |
| 4   | Tallinna Jalgpalli Klubi | 10 | 4 | 1 | 5 | 22 | 21 | +1  | 9     |
| 5   | Narva THK                | 10 | 3 | 1 | 6 | 14 | 21 | -7  | 7     |
| 6   | KS Võitleja Narva        | 10 | 0 | 2 | 8 | 6  | 35 | -29 | 2     |

G = Partite giocate; V = Vittorie; N = Nulle/Pareggi; P = Perse; GF = Goal fatti; GS = Goal subiti; DR = differenza reti; 

## Classifica marcatori
| Pos | Nome                   | Club                     | Gol |
| --- | ---------------------- | ------------------------ | --- |
| 1   | Arnold Laasner         | VS Sport Tallinn         | 13  |
| 2   | Friedrich Karm         | VS Sport Tallinn         | 12  |
| 3   | Osvald Kastanja-Kastan | Tallinna Jalgpalli Klubi | 8   |
| 3   | Georg Siimenson        | VS Sport Tallinn         | 8   |